# 和平路 (梓官區)
和平路（Heping Rd.）為高雄市梓官區的南北向重要道路，全線編號台17線。起端於進學路口接信義路，末端於八德路續行大舍北路。是梓官區往來北高雄沿海與楠梓區右昌之間的重要路段之一。

## 行經行政區域
- 梓官區

## 沿線設施
（由北至南）
- 高30線進學路
- 台灣中油加油站梓官站
- 7-Eleven梓官門市
- 新光人壽大樓
- 台亞石油大舍甲加油站